# Església de Nostra Senyora del Taur
L'Església de Nostra Senyora del Taur (en occità Nòstra Dòna del Taur, en francès Notre-Dame du Taur) és un temple catòlic situat al carrer del Taur de Tolosa de Llenguadoc. Segons la tradició l'església es troba en el lloc exacte on el cos de Sant Sadurní es va deixar anar del toro que l'estava arrossegant. L'edifici està classificat com a monument històric des del 1840.

## Història
Sant Sadurní va ser el primer bisbe de Tolosa, que va ser martiritzat el 250. Sant Hilari, tercer bisbe de Tolosa, va fer instal·lar en aquest lloc un oratori per als pelegrins que cercaven l'indret on el sant s'havia deixat anar de la corda que l'arrossegava; una antiga tradició indica que aquest oratori es trobava on hi ha l'església actual. Tot i així, les excavacions arqueològiques dutes a terme a l'interior del temple els anys 1969 i 1970 no hi van trobar cap construcció d'època paleocristiana.
Les relíquies del sant van estar guardades fins a l'any 402, quan van ser transferides amb gran pompa a la basílica de Sant Serni, que porta el nom alterat de Sant Sadurní. Malgrat els 150 anys que tenia el cos, la llegenda diu que la massa va poder sentir «les aromes dolces» que desprenien les restes del sant. Segons Roma, es tracta d'un dels trets característics de la santedat.
El temple que es va bastir al lloc on hi ha l'actual església, construïda el segle xiv, es va conèixer amb el nom d'església del Taur fins al segle xi. Al segle xii apareix amb el nom de Sant Serni del Taur. No serà fins al 1534 que prendrà el nom que té actualment, en honor de la Verge Maria. S'hi venera la imatge de Nostra Senyora dels Barris des del 1783.

## El temple

### Exterior
L'exterior d'aquesta església és molt impressionant. Adossada a les cases del carrer del Taur, la façana és una gran paret de maó que recorda a una fortalesa. El mur que forma el campanar, model per a altres temples de la regió, és d'estil espadanya. Té unes obertures que formen arcs de mitre amb un carilló de tretze campanes.
La façana data dels segles XIV i XVI i forma part de la tradició del gòtic llenguadocià.

### Interior

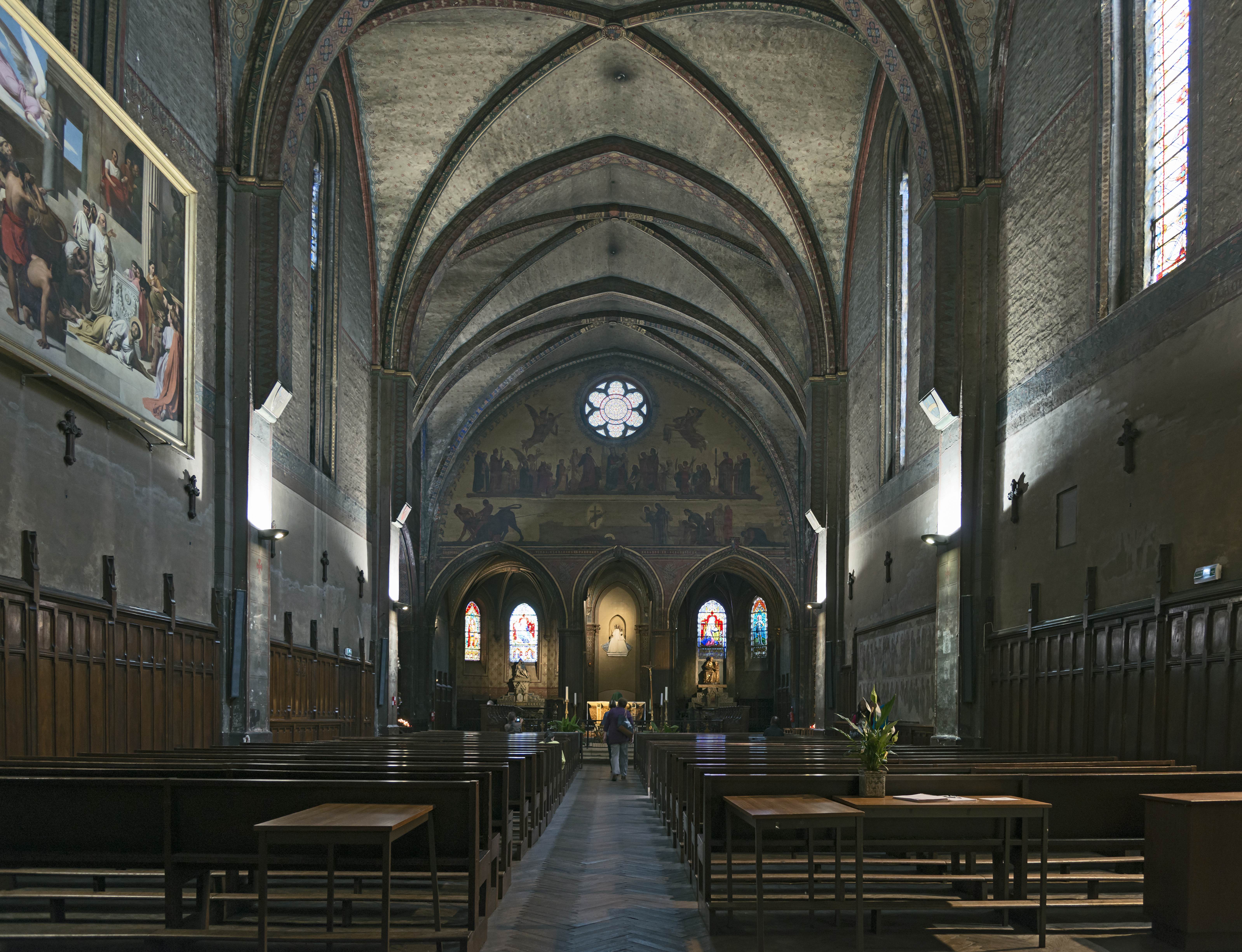
Interior de l'església de Nostra Senyora del Taur.

L'església està composta d'una sola nau de creu llatina amb voltes apuntades. Els braços del transsepte el formen quatre capelles, dues al costat esquerre (nord) i dues al costat dret (sud). Dos petits absis octogonals culminen la nau. La imatge de Nostra Senyora dels Barris es troba en una capella que separa els dos absis. Aquesta imatge és una obra de fusta del segle XVIII; va ser retirada d'un oratori de les muralles de Tolosa i emplaçada a l'interior de Nostra Senyora del Taur el 1783.

#### Elements Classificats
- La imatge de Notra Senyora dels Barris (Notre-Dame du Rempart, de la Délivrance o del Bon Secours en francès) del segle XVIII.
- Les portes del santuari. El ferro forjat és del 1778.
- La pintura de Bernard Bénézet del segle XIX, situada sobre l'altar central. Representa el martiri de Sant Sadurní.
- La pintura de Bernard Bénézet del segle xix, situada a la primera capella lateral nord. Representa la mort de Sant Josep.
- Una genealogia de Jacob en 38 figures del segle xiv. Situada al canto dret de la nau
- L'orgue de tribuna.

#### Elements no classificats
- Pintura de Jean-Louis Bézard del segle xix, situada al mur esquerre de la nau. Representa el martiri de Sant Sadurní.